# WTA-toernooi van Båstad

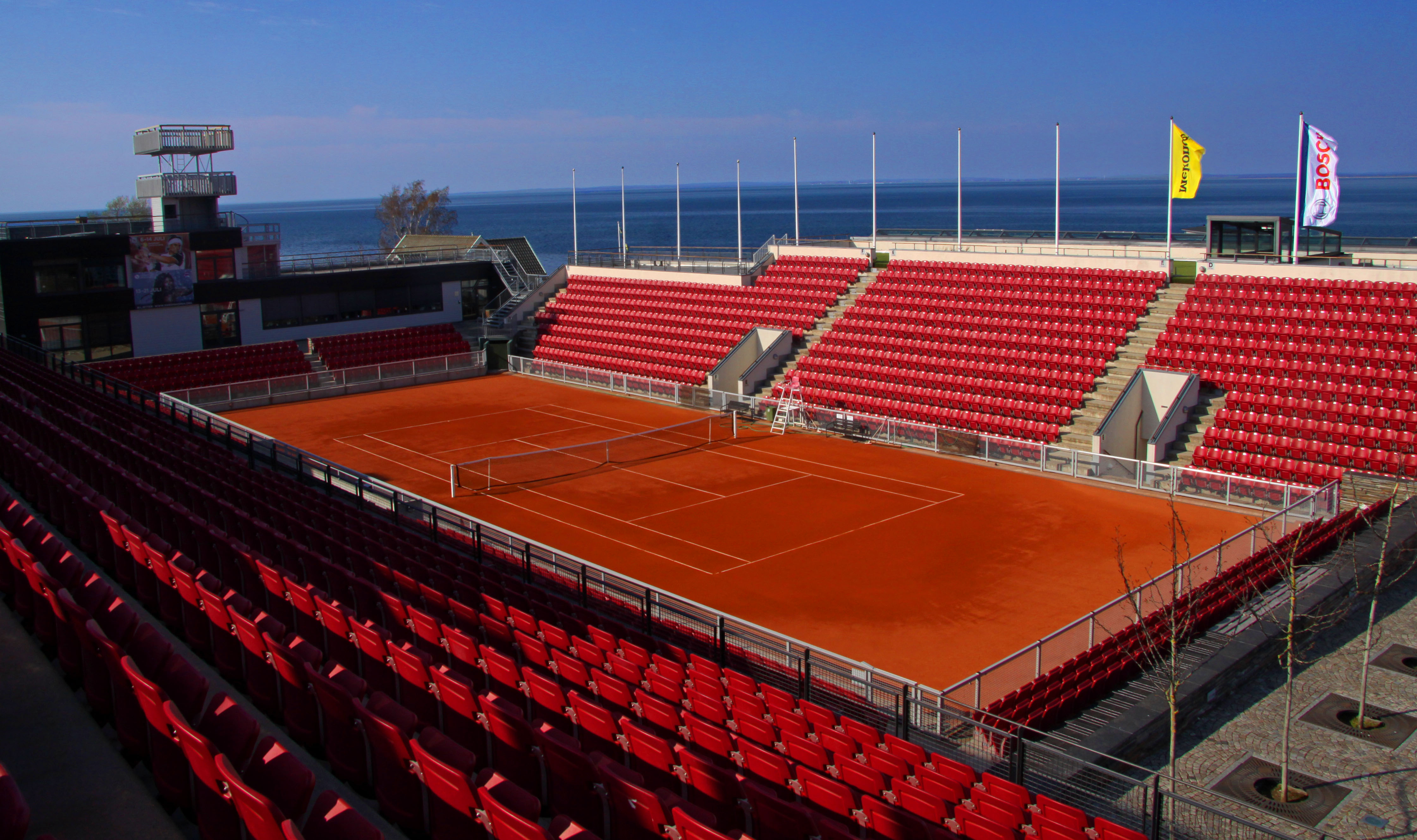
Båstad Tennisstadion

Het WTA-toernooi van Båstad is een jaarlijks terugkerend tennistoernooi voor vrouwen dat onderdeel is van het tennistoernooi van Båstad en wordt georganiseerd in de Zweedse plaats Båstad. De officiële naam van het toernooi was overwegend Swedish Open maar Nordea Open sinds 2021.
De WTA organiseert het toernooi dat in de categorie "Challenger" valt en wordt gespeeld op gravel. De eerste editie werd in 2009 gehouden. Van 2009 tot en met 2017 viel het toernooi in de categorie "International". In 2018 werd het niet gehouden, en in 2019 keerde het op de WTA-kalender terug als challengertoernooi, wat in 2021 weer werd omgezet in categorie WTA 125.
Een week eerder of later spelen op dezelfde locatie de mannen het ATP-toernooi van Båstad.

## Geschiedenis
Het toernooi is feitelijk de opvolger van het "Nordea Nordic Light Open" dat eerst in de Finse plaats Espoo (nabij Helsinki) werd gehouden en later in de Zweedse hoofdstad Stockholm. Ook in de twintigste eeuw vond het toernooi al enkele keren in Båstad plaats.
Na de editie van 2017 verkocht de organisatie de WTA International licentie aan het toernooi van Russische WTA-toernooi van Moskou (River Cup). In 2019 verwierf het toernooi een nieuwe licentie (Challenger niveau) bij de WTA.

## Officiële toernooinamen
Het toernooi heeft meerdere namen gekend, afhankelijk van de hoofdsponsor:
- 1948–1954: Swedish International/Championships
- 1955–1957: Swedish Hard Court
- 1958–1967: Swedish International/Championships
- 1968–1984: Swedish Open
- 1985–1989: Volvo Ladies Open
- 1990: Swedish Open
- 2009–2011: Collector Swedish Open
- 2012: Sony Swedish Open
- 2013–2015: Collector Swedish Open
- 2016–2017: Ericsson Open
- 2019: Swedish Open
- 2021–heden: Nordea Open

## Meervoudig winnaressen enkelspel
| speelster       | aantal titels | in de jaren |
| --------------- | ------------- | ----------- |
| Sandra Cecchini | 2             | 1987, 1990  |
| Polona Hercog   | 2             | 2011, 2012  |

## Enkel- en dubbelspeltitel in één jaar
| speelster        | in het jaar |
| ---------------- | ----------- |
| Maureen Connolly | 1953        |
| Lea Pericoli     | 1960        |
| Johanna Larsson  | 2015        |
| Misaki Doi       | 2019        |

## Finales
Bron:

### Enkelspel
| Datum      | Naam                                 | Cat.                                 | ($)                                  | Ondergrond                           | Winnares                             | Verliezend finaliste                 | Uitslag                              |                                      |
| ---------- | ------------------------------------ | ------------------------------------ | ------------------------------------ | ------------------------------------ | ------------------------------------ | ------------------------------------ | ------------------------------------ | ------------------------------------ |
| 1948-07-18 | Swedish International                |                                      |                                      | gravel, buiten                       | Hilde Sperling                       | Jadwiga Jędrzejowska                 | 8-6, 0-6, 6-1                        |                                      |
| 1949-07-11 | Swedish Champ's                      |                                      |                                      | gravel, buiten                       | Thelma Coyne-Long                    | Hilde Sperling                       | 6-2, 6-3                             |                                      |
| 1950-07-17 | Swedish International                |                                      |                                      | gravel, buiten                       | Thelma Coyne-Long                    | Hilde Sperling                       | 3-6, 6-2, 6-4                        |                                      |
| 1951-07-15 | Swedish International                |                                      |                                      | gravel, buiten                       | Nancye Wynne-Bolton                  | Solveig Gustafsson                   | 6-3, 6-1                             |                                      |
| 1952-07-15 | Swedish International                |                                      |                                      | gravel, buiten                       | Hazel Redick-Smith                   | Julia Wipplinger                     | 6-2, 8-6                             |                                      |
| 1953-07-05 | Swedish International                |                                      |                                      | gravel, buiten                       | Maureen Connolly                     | Julia Sampson                        | 6-1, 6-3                             |                                      |
| 1954-07-04 | Swedish Champ's                      |                                      |                                      | gravel, buiten                       | Birgit Gullbrandsson                 | Milly Vagn-Nielsen                   | 6-2, 6-2                             |                                      |
| 1955-07-03 | Swedish Hard Court                   |                                      |                                      | gravel, buiten                       | Doris Hart                           | Ruth Kaufmann                        | 6-3, 9-7                             |                                      |
| 1956-07-08 | Swedish Hard Court                   |                                      |                                      | gravel, buiten                       | Angela Buxton                        | Bibbi Gullbrandsson-Sandén           | 3-6, 6-3, 6-4                        |                                      |
| 1957-07-04 | Swedish Hard Court                   |                                      |                                      | gravel, buiten                       | Shirley Bloomer                      | Yola Ramírez                         | 7-5, 6-4                             |                                      |
| 1958-07-07 | Swedish Champ's                      |                                      |                                      | gravel, buiten                       | Heather Segal                        | Karol Fageros                        | 2-6, 6-0, 6-0                        |                                      |
| 1959-07-06 | Swedish International                |                                      |                                      | gravel, buiten                       | Beverly Baker-Fleitz                 | Joan Johnson                         | 6-4, 6-1                             |                                      |
| 1960-07-05 | Swedish Champ's                      |                                      |                                      | gravel, buiten                       | Lea Pericoli                         | Silvana Lazzarino                    | 3-6, 7-5, 6-2                        |                                      |
| 1961-07-09 | Swedish International                |                                      |                                      | gravel, buiten                       | Belmar Gunderson                     | Ulla Lothberg                        | 6-1, 6-2                             |                                      |
| 1962-07-16 | Swedish International                |                                      |                                      | gravel, buiten                       | Maria Bueno                          | Ulla Sandulf                         | 6-2, 6-0                             |                                      |
| 1963-07-06 | Swedish International                |                                      |                                      | gravel, buiten                       | Edda Buding                          | Maria Teresa Riedl                   | 6-1, 7-5                             |                                      |
| 1964-07-06 | Swedish Champ's                      |                                      |                                      | gravel, buiten                       | Donna Floyd                          | Ulla Sandulf                         | 6-3, 5-7, 6-3                        |                                      |
| 1965-07-11 | Swedish International                |                                      |                                      | gravel, buiten                       | Christina Sandberg                   | Leena Ahonen                         | 6-8, 6-4, 6-4                        |                                      |
| 1966-07-00 | Swedish International                |                                      |                                      | gravel, buiten                       | Christina Sandberg                   | Katarina Bartholdson                 | 6-4, 6-1                             |                                      |
| 1967-07-17 | Swedish International                |                                      |                                      | gravel, buiten                       | Françoise Dürr                       | Rosie Casals                         | 7-5, 2-6, 6-2                        |                                      |
| 1968-07-07 | Swedish Open                         |                                      |                                      | gravel, buiten                       | Julie Heldman                        | Kathleen Harter                      | loting                               |                                      |
| 1969-07-07 | Swedish Open                         |                                      |                                      | gravel, buiten                       | Jane Bartkowicz                      | Christina Sandberg                   | 5-7, 6-4, 6-2                        |                                      |
| 1970-07-02 | Swedish Open                         |                                      |                                      | gravel, buiten                       | Jane Bartkowicz                      | Ingrid Löfdahl                       | 6-1, 6-1                             |                                      |
| 1971-07-05 | Swedish Open                         |                                      |                                      | gravel, buiten                       | Helga Masthoff                       | Ingrid Löfdahl                       | 4-6, 6-1, 6-3                        |                                      |
| 1972-07-10 | Swedish Open                         |                                      | 30.000                               | gravel, buiten                       | Ingrid Löfdahl                       | Christina Sandberg                   | 1-6, 6-3, 8-6                        |                                      |
| 1973-07-09 | Swedish Open                         |                                      |                                      | gravel, buiten                       | Glynis Coles                         | Christina Sandberg                   | 4-6, 6-4, 6-3                        |                                      |
| 1974-07-08 | Swedish Open                         |                                      |                                      | gravel, buiten                       | Sue Barker                           | Marijke Jansen                       | 6-1, 7-5                             |                                      |
| 1975-07-07 | Swedish Open                         |                                      |                                      | gravel, buiten                       | Sue Barker                           | Helga Masthoff                       | 6-4, 6-0                             |                                      |
| 1976-07-05 | Swedish Open                         |                                      |                                      | gravel, buiten                       | Renáta Tomanová                      | Helena Anliot                        | 6-3, 6-2                             |                                      |
| 1977-07-04 | Swedish Open                         |                                      |                                      | gravel, buiten                       | Florentsa Mihai                      | Mary Struthers                       | 6-4, 6-4                             |                                      |
| 1978-07-17 | Swedish Open                         |                                      |                                      | gravel, buiten                       | Elly Vessies                         | Sylvia Hanika                        | 2-6, 6-4, 6-2                        |                                      |
| 1979-07-23 | Swedish Open                         |                                      |                                      | gravel, buiten                       | Elisabeth Ekblom                     | Lena Sandin                          | 7-6, 6-3                             |                                      |
| 1980-07-14 | Swedish Open                         |                                      |                                      | gravel, buiten                       | Virginia Ruzici                      | Nina Bohm                            | 6-2, 7-5                             |                                      |
| 1981-07-20 | Swedish Open                         |                                      |                                      | gravel, buiten                       | Lena Sandin                          | Catrin Jexell                        | 6-2, 7-6                             |                                      |
| 1982-07-12 | Swedish Open                         |                                      |                                      | gravel, buiten                       | Lena Sandin                          | Manuela Maleeva                      | 6-7, 7-5, 6-3                        |                                      |
| 1983-07-11 | Swedish Open                         |                                      | 10.000                               | gravel, buiten                       | Virginia Ruzici                      | Carin Anderholm                      | 6-2, 6-3                             |                                      |
| 1984-07-16 | Swedish Open                         |                                      |                                      | gravel, buiten                       | Annette Gulley                       | Carin Anderholm                      | 4-6, 6-4, 6-4                        |                                      |
| 1985-07-15 | Volvo Ladies Open                    |                                      | 25.000                               | gravel, buiten                       | Maria Lindström                      | Olga Votávová                        | 4-6, 6-3, 7-5                        |                                      |
| 1986-07-13 | Volvo Ladies Open                    |                                      | 25.000                               | gravel, buiten                       | Catarina Lindqvist                   | Catrin Jexell                        | 6-2, 6-0                             |                                      |
| 1987-07-06 | Volvo Ladies Open                    |                                      | 75.000                               | gravel, buiten                       | Sandra Cecchini                      | Catarina Lindqvist                   | 6-4, 6-4                             | details                              |
| 1988-07-04 | Volvo Ladies Open                    | Tier V                               | 75.000                               | gravel, buiten                       | Isabel Cueto                         | Sandra Cecchini                      | 7-5, 6-1                             | details                              |
| 1989-07-24 | Volvo Ladies Open                    | Tier V                               | 75.000                               | gravel, buiten                       | Katerina Maleeva                     | Sabine Hack                          | 6-1, 6-3                             | details                              |
| 1990-07-09 | Swedish Open                         | Tier V                               | 75.000                               | gravel, buiten                       | Sandra Cecchini                      | Csilla Bartos                        | 6-1, 6-2                             | details                              |
| 1991–2008  | geen toernooi                        | geen toernooi                        | geen toernooi                        | geen toernooi                        | geen toernooi                        | geen toernooi                        | geen toernooi                        | geen toernooi                        |
| 2009-07-06 | Collector Swedish Open               | International                        | 220.000                              | gravel, buiten                       | MJ Martínez Sánchez                  | Caroline Wozniacki                   | 7-5, 6-4                             | details                              |
| 2010-07-05 | Collector Swedish Open               | International                        | 220.000                              | gravel, buiten                       | Aravane Rezaï                        | Gisela Dulko                         | 6-3, 4-6, 6-4                        | details                              |
| 2011-07-04 | Collector Swedish Open               | International                        | 220.000                              | gravel, buiten                       | Polona Hercog                        | Johanna Larsson                      | 6-4, 7-5                             | details                              |
| 2012-07-16 | Sony Swedish Open                    | International                        | 220.000                              | gravel, buiten                       | Polona Hercog                        | Mathilde Johansson                   | 0-6, 6-4, 7-5                        | details                              |
| 2013-07-15 | Collector Swedish Open               | International                        | 235.000                              | gravel, buiten                       | Serena Williams                      | Johanna Larsson                      | 6-4, 6-1                             | details                              |
| 2014-07-14 | Collector Swedish Open               | International                        | 250.000                              | gravel, buiten                       | Mona Barthel                         | Chanelle Scheepers                   | 6-3, 7-6                             | details                              |
| 2015-07-13 | Collector Swedish Open               | International                        | 250.000                              | gravel, buiten                       | Johanna Larsson                      | Mona Barthel                         | 6-3, 7-6                             | details                              |
| 2016-07-18 | Ericsson Open                        | International                        | 250.000                              | gravel, buiten                       | Laura Siegemund                      | Kateřina Siniaková                   | 7-5, 6-1                             | details                              |
| 2017-07-24 | Ericsson Open                        | International                        | 250.000                              | gravel, buiten                       | Kateřina Siniaková                   | Caroline Wozniacki                   | 6-3, 6-4                             | details                              |
| 2018       | geen toernooi                        | geen toernooi                        | geen toernooi                        | geen toernooi                        | geen toernooi                        | geen toernooi                        | geen toernooi                        | geen toernooi                        |
| 2019-07-08 | Swedish Open                         | Challenger                           | 125.000                              | gravel, buiten                       | Misaki Doi                           | Danka Kovinić                        | 6-4, 6-4                             | details                              |
| 2020       | geen toernooi, wegens coronapandemie | geen toernooi, wegens coronapandemie | geen toernooi, wegens coronapandemie | geen toernooi, wegens coronapandemie | geen toernooi, wegens coronapandemie | geen toernooi, wegens coronapandemie | geen toernooi, wegens coronapandemie | geen toernooi, wegens coronapandemie |
| 2021-07-05 | Nordea Open                          | WTA 125                              | 115.000                              | gravel, buiten                       | Nuria Párrizas Díaz                  | Volha Havartsova                     | 6-2, 6-2                             | details                              |
| 2022-07-04 | Nordea Open                          | WTA 125                              | 115.000                              | gravel, buiten                       | Jang Su-jeong                        | Rebeka Masarova                      | 3-6, 6-3, 6-1                        | details                              |
| 2023-07-10 | Nordea Open                          | WTA 125                              | 115.000                              | gravel, buiten                       | Olga Danilović                       | Emma Navarro                         | 7-6, 3-6, 6-3                        | details                              |
| 2024-07-08 | Nordea Open                          | WTA 125                              | 115.000                              | gravel, buiten                       | Martina Trevisan                     | Ann Li                               | 6-2, 6-2                             | details                              |

|  | = geen WTA-toernooi |

### Dubbelspel
| Datum      | Naam                                 | Cat.                                 | ($)                                  | Ondergrond                           | Winnaressen                                | Verliezend finalistes                      | Uitslag                              |                                      |
| ---------- | ------------------------------------ | ------------------------------------ | ------------------------------------ | ------------------------------------ | ------------------------------------------ | ------------------------------------------ | ------------------------------------ | ------------------------------------ |
| 1948-07-18 | Swedish International                |                                      |                                      | gravel, buiten                       | Rita Anderson Barbara Scofield             | Britt Carlgren Jadwiga Jędrzejowska        | 4-6, 6-0, 6-2                        |                                      |
| 1949-07-11 | Swedish Champ's                      |                                      |                                      | gravel, buiten                       | Joyce Fitch Thelma Coyne-Long              | Bibbi Sandén Hilde Sperling                | 6-1, 6-1                             |                                      |
| 1950-07-17 | Swedish International                |                                      |                                      | gravel, buiten                       | Mary Lagerborg Thelma Coyne-Long           | Rita Anderson Joan Curry                   | 6-3, 6-3                             |                                      |
| 1951-07-15 | Swedish International                |                                      |                                      | gravel, buiten                       | Bibbi Sandén Hilde Sperling                | Nancye Wynne-Bolton Clare Proctor          |                                      |                                      |
| 1953-07-05 | Swedish International                |                                      |                                      | gravel, buiten                       | Maureen Connolly Julia Sampson             | Mary Lagerborg Bibbi Sandén                | 6-1, 6-1                             |                                      |
| 1954-07-04 | Swedish Champ's                      |                                      |                                      | gravel, buiten                       | M. Harline-Arni Solveig Gustafsson         | Bibbi Sandén Mary Lagerborg                | 1-6, 6-4, 6-3                        |                                      |
| 1956-07-08 | Swedish Hard Court                   |                                      |                                      | gravel, buiten                       | Angela Buxton Milly Vagn-Nielsen           | Alva Björk Solveig Gustafsson              | 6-4, 6-3                             |                                      |
| 1957-07-04 | Swedish Hard Court                   |                                      |                                      | gravel, buiten                       | Yola Ramírez Rosie Reyes                   | Shirley Bloomer Solveig Gustafsson         | 6-4, 4-6, 7-5                        |                                      |
| 1959-07-06 | Swedish International                |                                      |                                      | gravel, buiten                       | Joan Johnson Jeri Shepherd                 | Solveig Gustafsson Gudrun Rosin            | 6-2, 3-6, 6-2                        |                                      |
| 1960-07-05 | Swedish Champ's                      |                                      |                                      | gravel, buiten                       | Silvana Lazzarino Lea Pericoli             | Maria Tort de Ayala Kaija Horsma           | 6-3, 6-4                             |                                      |
| 1962-07-16 | Swedish International                |                                      |                                      | gravel, buiten                       | Maria Bueno Carmen Coronado                | Kaija Horsma Gudrun Rosin                  | 6-2, 6-1                             |                                      |
| 1963-07-06 | Swedish International                |                                      |                                      | gravel, buiten                       | Edda Buding Maria Teresa Riedl             | Katarina Bartholdson Gudrun Rosin          | 6-3, 6-1                             |                                      |
| 1964-07-06 | Swedish Champ's                      |                                      |                                      | gravel, buiten                       | Donna Floyd Christina Sandberg             | Eva Lundqvist Ingrid Löfdahl               |                                      |                                      |
| 1965-07-11 | Swedish International                |                                      |                                      | gravel, buiten                       | Liv Paldan Ulla Sandulf                    | Leena Ahonen Gudrun Rosin                  | 6-2, 6-4                             |                                      |
| 1968-07-07 | Swedish Open                         |                                      |                                      | gravel, buiten                       | Eva Lundqvist Olga Morozova                | Kathleen Harter Julie Heldman              | 6-0, 6-4                             |                                      |
| 1969-07-07 | Swedish Open                         |                                      |                                      | gravel, buiten                       | Jane Bartkowicz Eva Lundqvist              | Christina Sandberg Margareta Strandberg    | 6-2, 6-4                             |                                      |
| 1970-07-02 | Swedish Open                         |                                      |                                      | gravel, buiten                       | Ana María Arias Jane Bartkowicz            | Kathleen Harter Eva Lundqvist              | 6-4, 6-4                             |                                      |
| 1971-07-05 | Swedish Open                         |                                      |                                      | gravel, buiten                       | Helga Masthoff Heide Orth                  | Ana María Pinto Bravo Linda Tuero          | 6-2, 6-1                             |                                      |
| 1972-07-10 | Swedish Open                         |                                      | 30.000                               | gravel, buiten                       | Julie Anthony Kathy Blake                  | Christina Sandberg Ingrid Löfdahl          | 1-6, 6-4, 6-3                        |                                      |
| 1973-07-09 | Swedish Open                         |                                      |                                      | gravel, buiten                       | Ana María Pinto Bravo Christina Sandberg   | Sue Barker Glynis Coles                    | 2-6, 6-4, 6-2                        |                                      |
| 1974-07-08 | Swedish Open                         |                                      |                                      | gravel, buiten                       | Sue Barker Glynis Coles                    | Fiorella Bonicelli Anna-Maria Nasuelli     | 6-2, 6-0                             |                                      |
| 1975-07-07 | Swedish Open                         |                                      |                                      | gravel, buiten                       | Janet Newberry Pam Teeguarden              | Fiorella Bonicelli Raquel Giscafré         | 6-3, 6-3                             |                                      |
| 1976-07-05 | Swedish Open                         |                                      |                                      | gravel, buiten                       | Isabel Fernández de Soto Mimmi Wikstedt    | Lesley Hunt Renáta Tomanová                | 6-1, 7-6                             |                                      |
| 1977-07-04 | Swedish Open                         |                                      |                                      | gravel, buiten                       | Cynthia Sieler-Doerner Raquel Giscafré     | Helena Anliot Florentsa Mihai              | 6-2, 7-5                             |                                      |
| 1978-07-17 | Swedish Open                         | Non-WTA                              |                                      | gravel, buiten                       | Betsy Nagelsen Renáta Tomanová             | Nina Bohm Elisabeth Ekblom                 | 6-1, 6-3                             |                                      |
| 1980-07-14 | Swedish Open                         | Non-WTA                              |                                      | gravel, buiten                       | Nina Bohm Elisabeth Ekblom                 | Helena Anliot Lena Sandin                  |                                      |                                      |
| 1981-07-20 | Swedish Open                         | Non-WTA                              |                                      | gravel, buiten                       | Betsy Blaney Chris O'Neil                  | Elisabeth Ekblom Lee Duk-hee               | 6-3, 7-5                             |                                      |
| 1982-07-12 | Swedish Open                         | Non-WTA                              |                                      | gravel, buiten                       | Karen Huebner Éva Rózsavölgyi              | Helena Olsson Myriam Schropp               | 6-2, 7-5                             |                                      |
| 1983-07-11 | Swedish Open                         | Non-WTA                              | 10.000                               | gravel, buiten                       | Gabriela Dinu Patrizia Murgo               | Catarina Lindqvist Maria Lindström         | 6-2, 4-6, 6-4                        |                                      |
| 1984-07-16 | Swedish Open                         | Non-WTA                              |                                      | gravel, buiten                       | Gabriela Dinu Annette Gulley               | Lea Antonoplis Caryn Copeland              | 6-1, 6-4                             |                                      |
| 1985-07-15 | Volvo Ladies Open                    | Non-WTA                              | 25.000                               | gravel, buiten                       | Elisabeth Ekblom Maria Lindström           | Karolina Karlsson Anna-Karin Olsson        | 6-4, 6-4                             |                                      |
| 1986-07-13 | Volvo Ladies Open                    | Non-WTA                              | 25.000                               | gravel, buiten                       | Catarina Lindqvist Maria Lindström         | Christina Singer Ellen Walliser            | 6-3, 6-2                             |                                      |
| 1987-07-06 | Volvo Ladies Open                    |                                      | 75.000                               | gravel, buiten                       | Penny Barg Tine Scheuer-Larsen             | Sandra Cecchini Patricia Tarabini          | 6-1, 6-2                             | details                              |
| 1988-07-04 | Volvo Ladies Open                    | Tier V                               | 75.000                               | gravel, buiten                       | Sandra Cecchini Mercedes Paz               | Linda Ferrando Silvia La Fratta            | 6-0, 6-2                             | details                              |
| 1989-07-24 | Volvo Ladies Open                    | Tier V                               | 75.000                               | gravel, buiten                       | Mercedes Paz Tine Scheuer-Larsen           | Sabrina Goleš Katerina Maleeva             | 6-2, 7-5                             | details                              |
| 1990-07-09 | Swedish Open                         | Tier V                               | 75.000                               | gravel, buiten                       | Mercedes Paz Tine Scheuer-Larsen           | Carin Bakkum Nicole Jagerman               | 6-3, 6-7, 6-2                        | details                              |
| 1991–2008  | geen toernooi                        | geen toernooi                        | geen toernooi                        | geen toernooi                        | geen toernooi                              | geen toernooi                              | geen toernooi                        | geen toernooi                        |
| 2009-07-06 | Collector Swedish Open               | International                        | 220.000                              | gravel, buiten                       | Gisela Dulko Flavia Pennetta               | Nuria Llagostera Vives MJ Martínez Sánchez | 6-2, 0-6, [10-5]                     | details                              |
| 2010-07-05 | Collector Swedish Open               | International                        | 220.000                              | gravel, buiten                       | Gisela Dulko Flavia Pennetta               | Renata Voráčová B Záhlavová-Strýcová       | 7-6, 6-0                             | details                              |
| 2011-07-04 | Collector Swedish Open               | International                        | 220.000                              | gravel, buiten                       | Lourdes Domínguez Lino MJ Martínez Sánchez | Nuria Llagostera Vives A Parra Santonja    | 6-3, 6-3                             | details                              |
| 2012-07-16 | Sony Swedish Open                    | International                        | 220.000                              | gravel, buiten                       | Catalina Castaño Mariana Duque Mariño      | Eva Hrdinová Mervana Jugić-Salkić          | 4-6, 7-5, [10-5]                     | details                              |
| 2013-07-15 | Collector Swedish Open               | International                        | 235.000                              | gravel, buiten                       | Anabel Medina Garrigues Klára Zakopalová   | Alexandra Dulgheru Flavia Pennetta         | 6-1, 6-4                             | details                              |
| 2014-07-14 | Collector Swedish Open               | International                        | 250.000                              | gravel, buiten                       | Andreja Klepač María Teresa Torró Flor     | Jocelyn Rae Anna Smith                     | 6-1, 6-1                             | details                              |
| 2015-07-13 | Collector Swedish Open               | International                        | 250.000                              | gravel, buiten                       | Kiki Bertens Johanna Larsson               | Tatjana Maria Olha Savtsjoek               | 7-5, 6-4                             | details                              |
| 2016-07-18 | Ericsson Open                        | International                        | 250.000                              | gravel, buiten                       | Andreea Mitu Alicja Rosolska               | Lesley Kerkhove Lidzija Marozava           | 6-3, 7-5                             | details                              |
| 2017-07-24 | Ericsson Open                        | International                        | 250.000                              | gravel, buiten                       | Quirine Lemoine Arantxa Rus                | María Irigoyen Barbora Krejčíková          | 3-6, 6-3, [10-8]                     | details                              |
| 2018       | geen toernooi                        | geen toernooi                        | geen toernooi                        | geen toernooi                        | geen toernooi                              | geen toernooi                              | geen toernooi                        | geen toernooi                        |
| 2019-07-08 | Swedish Open                         | Challenger                           | 125.000                              | gravel, buiten                       | Misaki Doi Natalja Vichljantseva           | Alexa Guarachi Danka Kovinić               | 7-5, 6-7, [10-7]                     | details                              |
| 2020       | geen toernooi, wegens coronapandemie | geen toernooi, wegens coronapandemie | geen toernooi, wegens coronapandemie | geen toernooi, wegens coronapandemie | geen toernooi, wegens coronapandemie       | geen toernooi, wegens coronapandemie       | geen toernooi, wegens coronapandemie | geen toernooi, wegens coronapandemie |
| 2021-07-05 | Nordea Open                          | WTA 125                              | 115.000                              | gravel, buiten                       | Mirjam Björklund Leonie Küng               | Tereza Mihalíková Kamilla Rachimova        | 5-7, 6-3, [10-5]                     | details                              |
| 2022-07-04 | Nordea Open                          | WTA 125                              | 115.000                              | gravel, buiten                       | Misaki Doi Rebecca Peterson                | Mihaela Buzărnescu Irina Chromatsjova      | walk-over                            | details                              |
| 2023-07-10 | Nordea Open                          | WTA 125                              | 115.000                              | gravel, buiten                       | Irina Chromatsjova Panna Udvardy           | Eri Hozumi Jang Su-jeong                   | 4-6, 6-3, [10-5]                     | details                              |
| 2024-07-08 | Nordea Open                          | WTA 125                              | 115.000                              | gravel, buiten                       | Peangtarn Plipuech Tsao Chia-yi            | María Lourdes Carlé Julia Riera            | 7-5, 6-3                             | details                              |